# Karl-Erik Andersson
Karl-Erik "Cacka" Andersson, född 16 januari 1927 i Bromma församling, Stockholm, död 16 augusti 2005 i Sankt Görans församling, Stockholm, var en svensk fotbollsspelare (försvarare).
Andersson var år 1952 med i det svenska landslag som vid OS i Helsingfors blev bronsmedaljörer.

## Karriär
Andersson spelade som junior fotboll i Brommalaget IF Ulvarna. 17 år gammal tog han själv kontakt med Djurgården och fick därefter speltid i Stockholmsklubbens juniorlag. År 1946 skedde debuten i A-laget för Andersson som snart växte ut till en av lagets stöttepelare. Han fick redan 1948, 21 år gammal, göra landslagsdebut i en match mot Finland och år 1950 var han högerback i det "Pressens lag" som besegrade Sveriges A-landslag med 3-1. Dock fick han inte likt presslagets tvåmålsskytt Lennart "Nacka" Skoglund följa med till Brasilien-VM samma år. År 1952 var Andersson i alla fall med i truppen i det svenska landslag som vid OS i Helsingfors bärgade hem bronsmedaljen.
Med sitt Djurgården blev Andersson, som då var lagkapten och spelade som centerhalv, svensk mästare säsongen 1954/55. Han var då på toppen av sin karriär och i Fotbollboken 1955 kan man läsa att Andersson var "någonting att studsa på och någonting med massor av hår på bröstet". Uttrycket "järnkaminer" som på 1950-talet blev synonymt med Djurgården har sin grund i "Cacka" Andersson och hans kollegor i försvaret, Ingvar "Mysing" Pettersson och Sigge Parling, och deras hårda, på gränsen till brutala försvarsspel.
Den hårdföre backen Andersson var en mångkunnig idrottsman som även spelade i Djurgårdens ishockeylag med vilka han som pådrivande lagkapten (också här) blev svensk mästare vid tre tillfällen: 1950, 1954 och 1955. Även i bandy deltog Andersson på elitnivå; som bäst i division 2 och kval till Allsvenskan 1952. Med sina 14 A-landskamper i ishockey var han nära att, likt Svenne "Berka" Bergqvist och Hans "Tjalle" Mild, bli "Stor grabb" i både ishockey och fotboll. Nu blev han det "endast" i fotbollen efter sina 11 landskamper där.

## Privatliv
Andersson som växte upp i Traneberg fick med frun Gun fem barn. I yrkeslivet var han kylskåpsmontör för Electrolux. Makarna är begravda på Råcksta begravningsplats.

## Meriter

### Fotboll

#### I landslag
Sverige
- OS 1952: Brons
- 11 landskamper, 0 mål

#### I klubblag
Djurgårdens IF
- Svensk mästare (1): 1954/55

##### Individuellt
- Mottagare av Stora grabbars märke, 1954

### Ishockey

#### I landslag
Sverige
- 14 landskamper

#### I klubblag
Djurgårdens IF
- Svensk mästare (3): 1950, 1954, 1955

### Webbsidor
- Stora grabbar i svensk fotboll
- Lista på svenska landslagsmän, svenskfotboll.se, läst 2016 01 13